# 퉁갸 후르한
퉁갸 후르한(만주어: ᡨᡠᠩᡤᡳᠶᠠ
ᡥᡡᡵᡥᠠᠨ Tunggiya Hūrhan, 한국 한자: 佟佳 扈爾漢 동가 호이한, 1578년 ~ 1623년)은 후금 개국오대신 중 한 명이다.

## 생애
1576년에 아이고채(雅爾古寨)에서 호라호(扈喇虎)의 아들로 태어났다. 1588년, 호라호가 부족을 들어 누르하치에게 투항하자, 누르하치는 호이한을 의자(義子)로 삼았다. 후르한은 누르하치가 일으킨 모든 군대에서 선봉에 섰고, 사르후 전투에서는 만주 양백기(鑲白旗)를 지휘했다. 1623년 향년 48세로 죽었다.